# Лопеш, Кристобаль
Кристобаль Лопеш (порт. Cristóvão Lopes, род. 1516 г. — ум. 1594 г.) — португальский художник.

## Жизнь и творчество
К.Лопеш происходил из старинной семьи художников. Его отцом был живописец Грегорио Лопеш, а дедом по матери — Жорже Афонсу, придворный художник португальских королей Мануэла I и Жуана III. После смерти отца в 1550 году, также королевского живописца, Кристобаль занимает с 1551 его должность при дворе короля Жуана III. Картины, написанные художником до этого, неизвестны. Искусствоведы могут указать на некоторые полотна, которые скорее всего написаны кистью К.Лопеша, однако они не подписаны. Стиль К.Лопеша близок к голландскому и подобен манере живописца Антониса Мора (Антонио Моро), писавшего в 1550-х годах портреты португальской королевской семьи.
Художественное творчество К.Лопеша представлено преимущественно портретами, сделанными им при португальском дворе. Кроме портретной живописи, мастер уделял также внимание религиозной тематике. Ему принадлежит авторство алтарной картины в женском монастыре Мадре де Деус в Лиссабоне и изображение аллегории Милосердия для церкви Сострадания (Misericordia) в Сезимбре.
Работы К.Лопеша в настоящее время можно увидеть в лиссабонском Национальном музее древнего искусства.

## Галерея

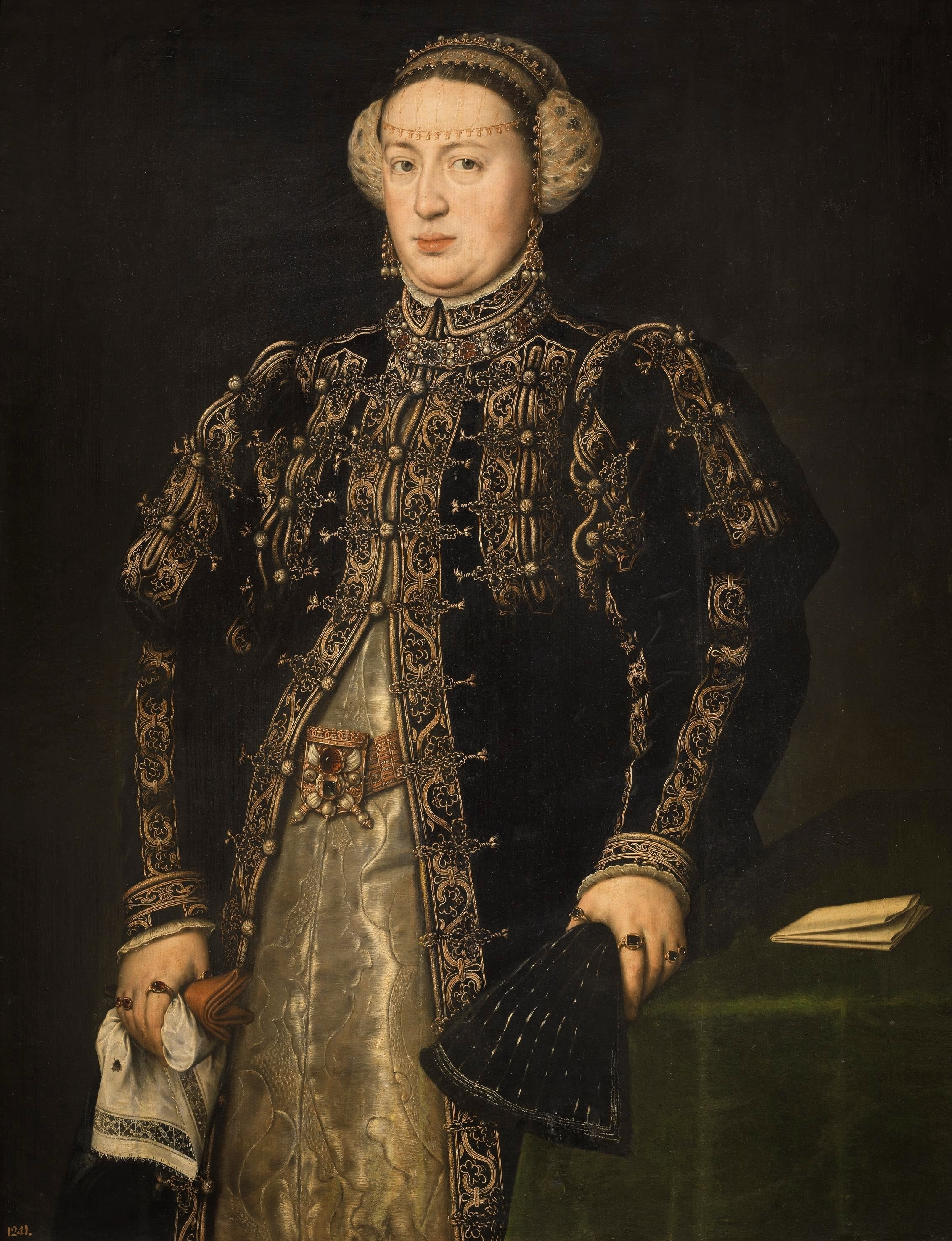
Королева Португалии Екатерина Габсбургская
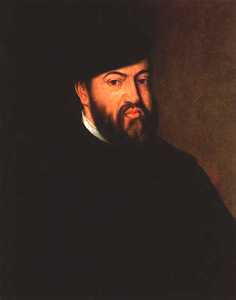
Король Жуан III Португальский
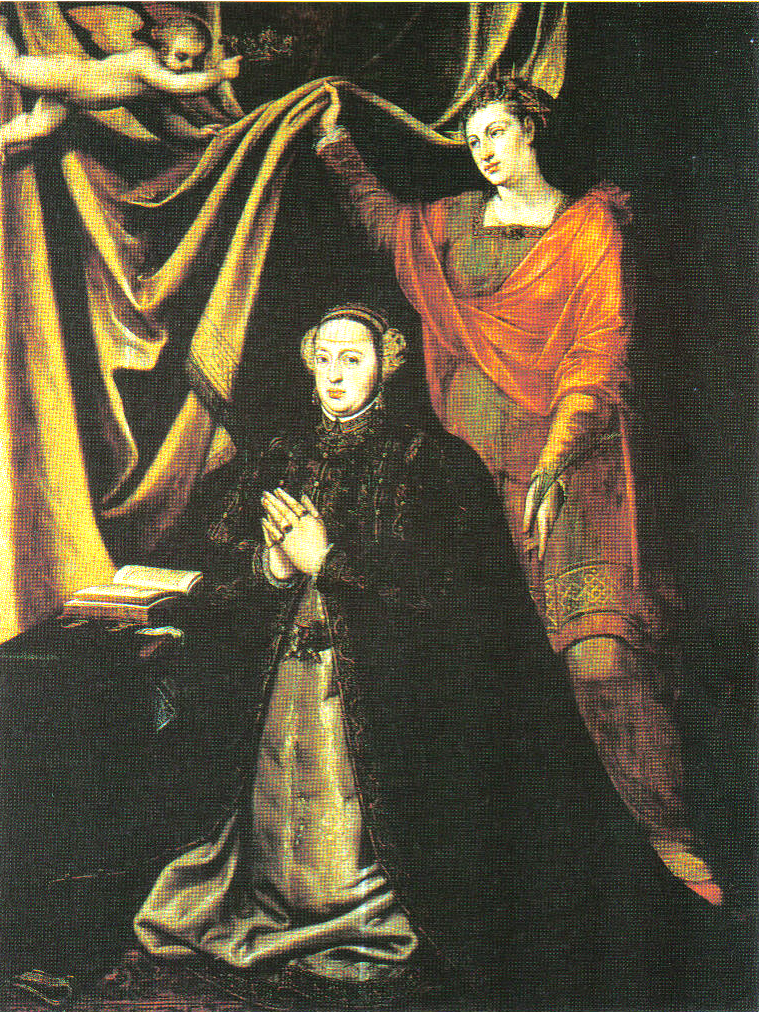
Королева Екатерина и святая Екатерина (монастырь Богородицы (Мадре де Деус))
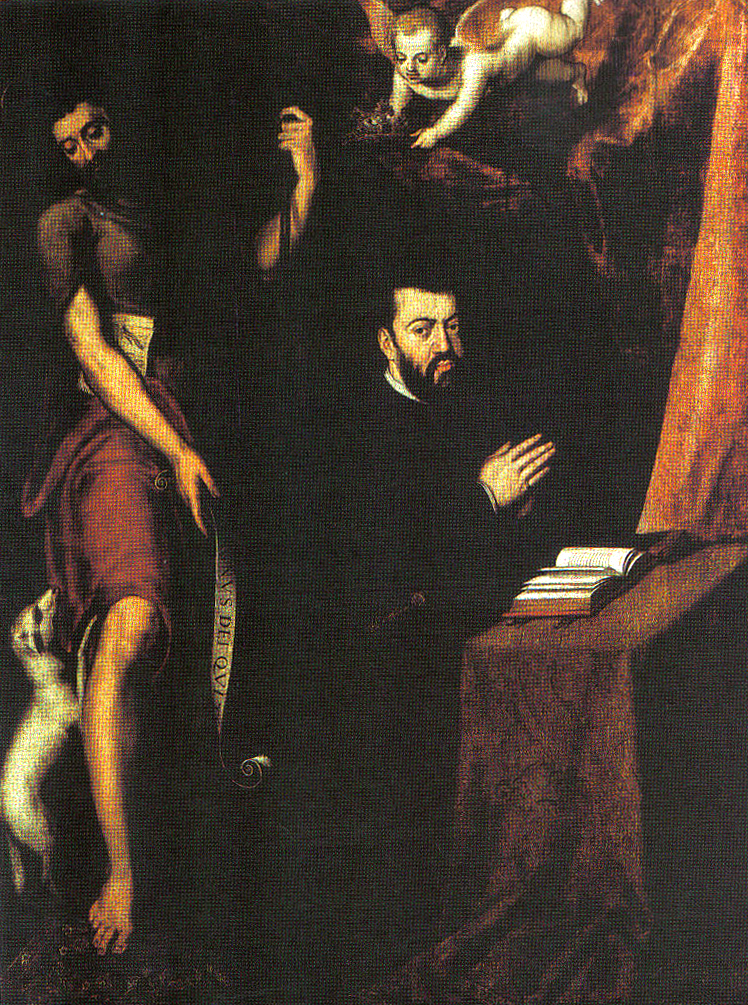
Король Жуан III и Иоанн Креститель (монастырь Богородицы)
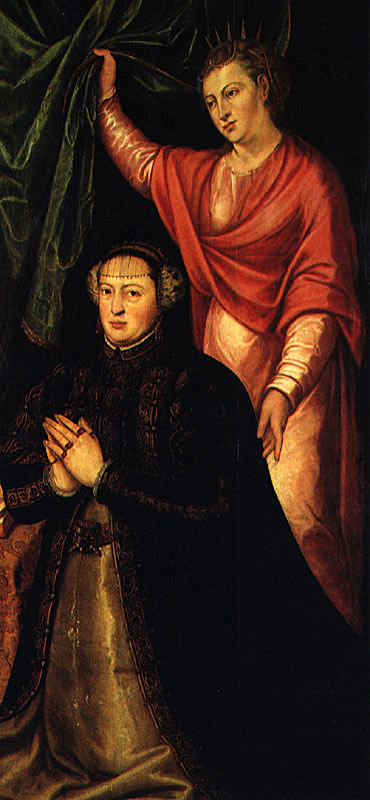
Королева Екатерина и святая Екатерина (церковь Божественной Надежды (Носса Сеньора да Есперанца))
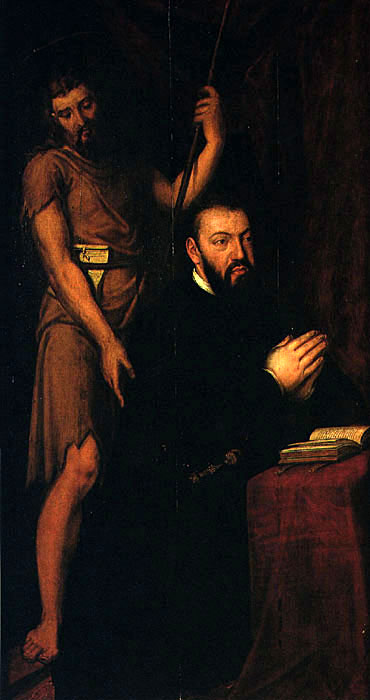
Король Жуан III и Иоанн Креститель (Носса Сеньора да Есперанца).